# Litteraturåret 1865

## Priser och utmärkelser
- Kungliga priset – Hans Magnus Melin
- Letterstedtska priset för översättningar – Carl Anders Kullberg för översättningen av Torquato Tassos Det befriade Jerusalem
- Svenska Akademiens stora pris – Arvid August Afzelius[1]

## Nya böcker

### Översikter
- Svensk litteratur-tidskrift 1865, utgiven av Carl Rupert Nyblom i Uppsala.

### A – G
- Alice i Underlandet (Alice's Adventures in Wonderland) av Lewis Carroll
- Från jorden till månen av Jules Verne

### H – N
- Krokodilen av Fjodor Dostojevskij
- Les Chansons des rues et des bois av Victor Hugo
- Medeltidens magi (1865–1893, kulturhistoria) av Viktor Rydberg

### O – Ö
- Signild och hennes vänner av Amanda Kerfstedt
- Skuggspel av Emilie Flygare-Carlén
- Tiggargossen eller Qvastgubbens dukater av Amanda Kerfstedt

## Födda
- 26 januari – Axel Wallengren (död 1896), svensk journalist, poet och författare.
- 19 februari – Sven Hedin (död 1952), svensk forskningsresande, författare.
- 3 mars – Algot Sandberg (död 1922), svensk skådespelare, författare, journalist, dramaturg och tidningsman.
- 9 mars – Natanael Beskow (död 1953), svensk predikant, författare, konstnär och rektor.
- 13 juni – William Butler Yeats (död 1939), irländsk dramatiker och poet, nobelpristagare 1923.
- 11 december – Frida Stéenhoff (död 1945), svensk författare och feminist.
- 30 december – Rudyard Kipling (död 1936), brittisk författare och poet, nobelpristagare 1907.

## Avlidna
- 31 december – Fredrika Bremer, 64, svensk författare och kvinnorättskämpe.

### Fotnoter
1. ↑  Almanack för alla 1911